# Caloría
La caloría es una unidad de energía basada en la capacidad térmica específica del agua, que se usa también para definir el valor nutricional de los alimentos. Es la cantidad de calor necesaria para elevar la temperatura de un gramo de agua en un grado Celsius.

Todas las variantes de la caloría son unidades incoherentes con los sistemas de unidades en uso, es decir, no tienen una relación natural con ninguna otra unidad básica en uso. La caloría no forma parte oficialmente del Sistema Internacional de Unidades (SI), y se considera obsoletadentro de la comunidad científica desde la adopción del  sistema SI, pero todavía se utiliza de alguna manera, habiendo sido sustituida en muchos usos por la unidad de energía del SI, el julio (J).

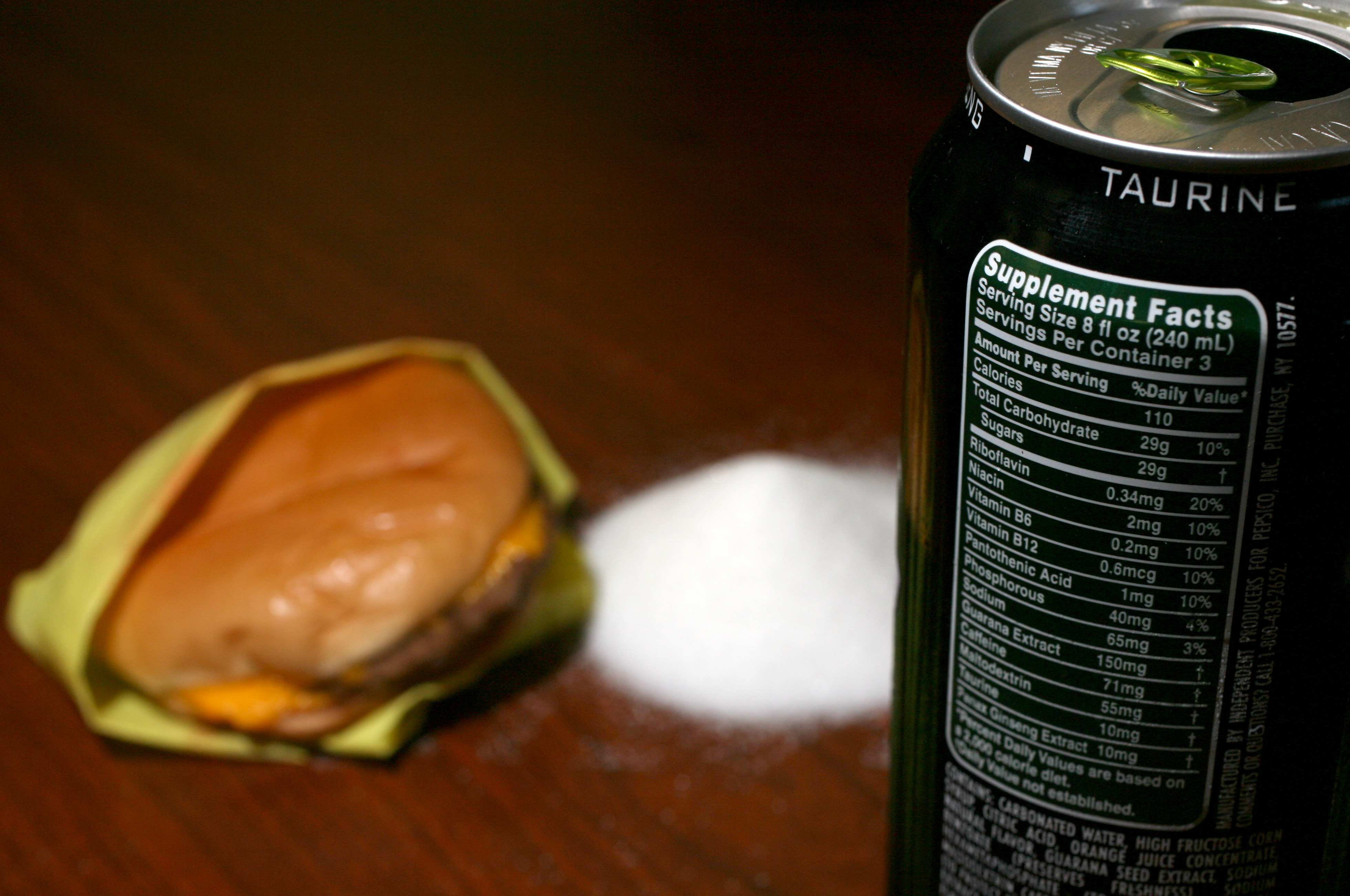
Una bebida energética de 710 mililitros (24 onzas líquidas estadounidenses) con 330 kilocalorías

Por razones históricas, se utilizan ampliamente dos definiciones principales de caloría: 
- La caloría pequeña o «caloría» (símbolo: cal, con la inicial minúscula tanto en el nombre de la unidad como en el símbolo)
- La caloría grande o «Caloría» (símbolo: Cal, con la inicial mayúscula tanto en el nombre de la unidad como en el símbolo), más utilizada en nutrición.[5]Una Caloría = 1000 calorías. ( 1 Cal = 1000 cal )

En muchos países las etiquetas de los productos alimenticios industrializados deben indicar el valor energético nutricional en Calorías (o kilocalorías) por ración o masa.
En física y química la caloría suele referirse a la unidad pequeña; la grande se denomina kilocaloría. La equivalencia exacta entre calorías y julios ha variado a lo largo de los años, y actualmente es distinta según la disciplina científica que se utilice

## Definiciones
La definición  más exacta de la caloría es la cantidad de calor (que es una forma de energía) necesaria para producir un incremento de temperatura de 1 °C en una muestra de agua con una masa de 1 g desde 14,5 °C hasta 15,5 °C; también se le llama «caloría-gramo» y «caloría pequeña».
Una variante empleada en el estudio de la nutrición era sustituir la cantidad de agua referida por 1 kg; esta era la primera fuente de ambigüedad. A estas variantes basadas en el kilogramo se les llama «caloría-kilogramo», «kilocaloría», «caloría grande» o «Caloría» (símbolo: Cal; nótese la «C» mayúscula).
La segunda fuente de ambigüedad fue que la capacidad térmica específica del agua no es constante, sino que depende de la temperatura y la composición isotópica, lo que se arregló fijando la temperatura a que se había de medir, como se mostró en la definición inicial de este apartado.
Existen varias definiciones mutuamente incompatibles. Algunas de ellas se listan a continuación. Los factores de conversión exactos se muestran en negritas; los que no se muestran en negritas son aproximaciones. Datos publicados por el NIST en 2008.
| Variante                                                          |           |
| ----------------------------------------------------------------- | --------- |
| Caloría de la Tabla Internacional sobre las Propiedades del Vapor | 4,1868 J  |
| Caloría termoquímica                                              | 4,1840 J  |
| Caloría media                                                     | 4,19002 J |
| Caloría (15 °C)                                                   | 4,18580 J |
| Caloría (20 °C)                                                   | 4,18190 J |

## Origen
La caloría fue definida por primera vez por el profesor Nicolas Clément en 1824 como una caloría-kilogramo y así se introdujo en los diccionarios franceses e ingleses durante el periodo que va entre 1842 y 1867. 
La caloría surgió como consecuencia de la teoría del calórico: se suponía que la transmisión de calor se producía por el paso de un cierto fluido (el calórico) de un cuerpo a otro. Esa cantidad de calórico se mediría en calorías. Descartada la teoría del calórico, y reconocido el hecho físico de que el calor es una manifestación de la energía, se definió la caloría como una unidad de energía del sistema métrico de unidades (y más adelante del sistema Técnico de Unidades).  
La caloría "pequeña" (caloría moderna) fue introducida por Pierre Antoine Favre (químico) y Johann T. Silbermann (físico) en 1852.
En 1879, Marcellin Berthelot distinguió entre gramo-caloría (caloría moderna) y kilogramo-caloría (kilocaloría moderna). Berthelot también introdujo la convención de escribir el kilogramo-caloría en mayúsculas, como Caloría.
El uso del kilogramo-caloría (kcal) para la nutrición fue introducido al público estadounidense por Wilbur Olin Atwater, profesor de la  Universidad de Wesleyan, en 1887.
La caloría moderna (cal) fue reconocida por primera vez como una unidad del  sistema cm-g-s (cgs) en 1896, junto a la ya existente unidad de energía del cgs, el erg (sugerido por primera vez por Clausius en 1864, con el nombre de ergio, y adoptado oficialmente en 1882).
Ya en 1928 hubo serias quejas sobre la posible confusión derivada de las dos definiciones principales de la caloría y sobre si la idea de utilizar la mayúscula para distinguirlas era acertada. El uso de la caloría fue oficialmente desaprobado por la novena Conferencia General de Pesas y Medidas en 1948.
Actualmente, la caloría no se incluye en el Sistema Internacional de Unidades.

## Metabolismo y calorías
La caloría que se empleaba antiguamente en Biología, Medicina y Nutrición, tenía el valor de una kilocaloría, se le asignaba el símbolo «Cal» (con C mayúscula) para diferenciarla de la caloría propiamente dicha, de símbolo cal y a veces se llamaba caloría grande. Esta costumbre se sustituyó en favor de la kilocaloría (kcal) y caloría (cal), la cual a su vez ahora está presente y como consecuencia de la aplicación de las normas referentes al etiquetado de alimentos, al menos en los países más desarrollados. La información que aparece en las etiquetas es indicativa del valor energético que tiene el alimento en cuestión para una cantidad de alimento prefijada (100 gramos) y suele expresarse en julios (J) y todavía, entre paréntesis, en calorías (cal); poco a poco desaparecerá la kilocaloría  de las etiquetas.[cita requerida]
La caloría aún se emplea como unidad de medida de la energía de los alimentos ingeridos y así elaborar dietas adecuadas y a menudo «bajas en calorías» (suelen suponer una reducción de un 30 %) que permitan la pérdida de peso corporal. 
En algunos alimentos se habla también de calorías basura (denominadas también como calorías vacías), que son las calorías provenientes de alimentos con muy poco valor nutritivo, como pueden ser los refrescos azucarados o las bebidas alcohólicas.

## Nutrición
En un contexto nutricional, el kilojulio (kJ) es la unidad «SI» de energía de los alimentos, aunque comúnmente se utiliza la caloría. La palabra caloría se utiliza habitualmente con el número de kilocalorías (kcal) de energía nutricional que se mide.
En Estados Unidos, la mayoría de los nutricionistas prefieren la unidad kilocaloría a la unidad kilojulio, mientras que la mayoría de los fisiólogos prefieren utilizar el kilojulio. En la mayoría de los demás países, los nutricionistas prefieren el kilojulio a la kilocaloría. Las leyes estadounidenses sobre el etiquetado de alimentos exigen el uso de kilocalorías (bajo el nombre de "Calorías"); se permite incluir los kilojulios en las etiquetas de los alimentos junto a las kilocalorías, pero la mayoría de las etiquetas de los alimentos no lo hacen.
En Australia, los kilojulios se prefieren oficialmente a las kilocalorías, pero las kilocalorías conservan cierto grado de uso popular. Las leyes australianas y neozelandesas sobre el etiquetado de alimentos exigen el uso de kilojulios; se permite incluir las kilocalorías en las etiquetas además de los kilojulios, pero no es obligatorio. La legislación de la UE sobre el etiquetado de los alimentos exige tanto los kilojulios como las kilocalorías en todas las etiquetas nutricionales, con los kilojulios en primer lugar.
Para facilitar la comparación, las cifras de energía específica o de densidad energética suelen citarse como "calorías por ración" o "kcal por 100 g". Las necesidades nutricionales o el consumo suelen expresarse en calorías o kilocalorías por día. 
Los nutrientes alimentarios como las grasas (lípidos) contienen 9 kilocalorías por gramo (kcal/g), mientras que los hidratos de carbono (azúcar) o proteína contiene aproximadamente 4 kcal/g. El alcohol en los alimentos contiene 7 kcal/g. Los nutrientes de los alimentos también suelen citarse "por 100 g".

## Química
En otros contextos científicos, el término caloría se refiere casi siempre a la caloría pequeña. Aunque no es una unidad del SI, se sigue utilizando en química. Por ejemplo, la energía liberada en una reacción química por mol de reactivo se expresa ocasionalmente en kilocalorías por mol. Típicamente, este uso se debió en gran medida a la facilidad con la que se podía calcular en las reacciones de laboratorio, especialmente en solución acuosa: un volumen de reactivo disuelto en agua formando una solución, con la concentración expresada en moles por litro (1 litro pesa 1 kilogramo), inducirá un cambio de temperatura en grados centígrados en el volumen total de disolvente de agua, y estas cantidades (volumen, concentración molar y cambio de temperatura) pueden utilizarse entonces para calcular la energía por mol. También se utiliza ocasionalmente para especificar cantidades de energía que se relacionan con la energía de reacción, como la  entalpía de formación y el tamaño de las barrera de activacións. Sin embargo, su uso está siendo sustituido por la unidad del SI, el julio, y sus múltiplos como el kilojul.

## Otras medidas de energía
La unidad de energía en el SI, que en la mayoría de los países es el sistema legal de unidades, es el julio (J). El BIPM (Buró Internacional de Pesos y Medidas), ISO (Organización Internacional de Normalización) y CIE (Comisión Internacional de Iluminación) recomiendan usar el julio, sus múltiplos y submúltiplos.
Otras unidades de medida de energía son:
- El kilovatio-hora (kWh), relacionado habitualmente con la electricidad, y sus múltiplos megavatio-hora (MWh), megavatio-año. (1 kWh = 3,6 × 106 J)
- La frigoría es una unidad de energía obsoleta, utilizada en sistemas de refrigeración y es equivalente a una kilocaloría negativa.
- La termia. 1 termia = 106 cal = 1 Mcal (megacaloría)
- Tonelada equivalente de petróleo igual a 41,84 GJ = 11,622 MW h
- Tonelada equivalente de carbón igual a 29,3 GJ = 8,1389 MW h

## Consumo energético en Calorías (kcal) provenientes del esfuerzo físico
El consumo energético provocado por diversas actividades físicas está determinado de forma aproximada y estadística por el equivalente metabólico o MET (equivalente metabólico de la tarea). Este indicador permite evaluar la cantidad de energía metabólica para la realización de la tarea.
La siguiente tabla resume el consumo energético, en kilocalorías, de algunas tareas realizadas durante una hora por personas que pesan 60 kg y 80 kg.
| Actividad                   | Consumo energético de una persona con 60 kg de peso | Consumo energético de una persona con 80 kg de peso |
| --------------------------- | --------------------------------------------------- | --------------------------------------------------- |
| Mirar televisión            | 60                                                  | 80                                                  |
| Caminata suave (4 km/h)     | 175                                                 | 230                                                 |
| Caminata sostenida (6 km/h) | 220                                                 | 300                                                 |
| Correr (9km/h)              | 450                                                 | 600                                                 |

Notas:
- Eliud Kipchoge, de 57 kg, es el plusmarquista del Maratón de Berlín en 2018. Cubrió la distancia de 42,195 km en 2horas 1 min y 39 segundos.[25] Según el indicador MET, su consumo energético fue de aproximadamente 2300 kcal ;
- el consumo energético medio para la actividad "ver la televisión" propuesto por el indicador MET es de aproximadamente 70 kcal/h por telespectador. El valor estándar utilizado en Francia por los ingenieros en ambientación para la climatización de los teatros es de 50 vatios por espectador, es decir, aproximadamente 45 kcal/h por espectador.